# Deerfield (Kansas)
Deerfield è una città degli Stati Uniti d'America nella Contea di Kearny, situato nello Stato del Kansas.